# Luparense Calcio a 5 2016-2017
Questa pagina raccoglie i dati riguardanti la Luparense Calcio a 5, squadra di calcio a 5 militante in serie A, nelle competizioni ufficiali del 2016-2017.

## Trasferimenti

### Sessione estiva
| Edgar Bertoni    | Asti         |
| Andrei Bordignon | Montesilvano |
| Matías Lara      | Pescara      |
| Mancuso          | Al Yarmouk   |
| Ramon            | Asti         |
| Wellington Coco  | Kaos         |

| Nicolò Baron    | Cisternino       |
| Thiago Bissoni  | Halle-Gooik      |
| Adriano Foglia  | Corinthians      |
| Daniel Giasson  | Lazio            |
| Ique            | Autobergamo Deva |
| Fernando Leitão | Halle-Gooik      |
| Davide Moura    | Győri ETO        |

### Sessione invernale
| Alan Brandi    | Acqua e Sapone |
| Adriano Foglia | Corinthians    |
| Roberto Tobe   | Cogianco       |

| Andrei Bordignon | Acqua e Sapone   |
| Marco Caverzan   | Atlante Grosseto |
| Pedro Guedes     | Maritime         |

## Organico

### Prima squadra
| N° | Naz.                 | Ruolo | Sportivo           | Anno     |  |  |
| -- | -------------------- | ----- | ------------------ | -------- |  |  |
| 1  | Italia (bandiera)    | POR   | Michele Miarelli   | 29.04.84 |  |  |
| 4  | /                    | DIF   | Andrei Bordignon   | 13.02.87 |  |  |
| 4  | /                    | DIF   | Roberto Tobe       | 14.07.84 |  |  |
| 5  | Italia (bandiera)    | LAT   | Marco Caverzan     | 11.08.94 |  |  |
| 6  | /                    | LAT   | Ramon Bueno Ardite | 27.09.84 |  |  |
| 7  | Argentina (bandiera) | LAT   | Matías Lara        | 07.03.86 |  |  |
| 8  | /                    | PIV   | Mancuso            | 01.06.88 |  |  |
| 9  | /                    | LAT   | Humberto Honorio   | 21.07.83 |  |  |
| 10 | /                    | UNI   | Adriano Foglia     | 25.04.81 |  |  |
| 11 | Argentina (bandiera) | PIV   | Alan Brandi        | 24.11.87 |  |  |
| 14 | Argentina (bandiera) | DIF   | Pablo Taborda      | 13.07.86 |  |  |
| 15 | /                    | LAT   | Edgar Bertoni      | 24.09.81 |  |  |
| 19 | Italia (bandiera)    | POR   | Luca Morassi       | 07.01.91 |  |  |
| 20 | /                    | LAT   | Wellington Coco    | 20.01.88 |  |  |

### Under-21
| N° | Naz.                            | Ruolo | Sportivo         | Anno     |  |  |
| -- | ------------------------------- | ----- | ---------------- | -------- |  |  |
| 5  | Serbia (bandiera)               | LAT   | Aleksandar Đurić | 21.01.96 |  |  |
| 11 | Brasile (bandiera)              | LAT   | Pedro Guedes     | 07.01.96 |  |  |
| 12 | Bosnia ed Erzegovina (bandiera) | POR   | Dragan Kovačević | 12.08.95 |  |  |
| ?  | Marocco (bandiera)              | LAT   | Mohamed Khouch   | 05.04.96 |  |  |